# Yakima-Krieg
Schlacht am Toppenish Creek – Schlacht bei Union Gap – Schlacht bei Walla Walla – Cascades Massacre
Puget-Sound-Krieg
Schlacht bei Connell’s Prairie – Schlacht bei Seattle (1856) – Schlacht bei Port Gamble
Coeur-d’Alene-Krieg
Schlacht am Pine Creek – Schlacht von Four Lakes – Schlacht in den Spokane Plains
Der Yakima-Krieg (1855–1858; engl. „Yakima war“) war ein militärischer Konflikt zwischen den Vereinigten Staaten und den Yakama, einem Sahaptian sprechenden Volk des Nordwest-Plateaus, damals Teil des Washington Territory, sowie den mit ihnen jeweils verbündeten Stämmen. Er fand vorrangig im südlichen Zentrum des heutigen US-Bundesstaates Washington statt. Darüber hinaus gab es isolierte Schlachten in West-Washington und dem nördlichen Inland Empire, die gelegentlich separat als Puget-Sound-Krieg bzw. Coeur-d’Alene-Krieg (oder Palouse-Krieg) betrachtet werden. Dieser Konflikt wird auch als Yakima-Indianerkrieg von 1855 (engl. „Yakima Native American War of 1855“) bezeichnet.
Auf US-amerikanischer Seite nahmen das 9. Infanterie-Regiment, das 3. Regiment of Artillery, das 6. Infanterie-Regiment, das 4. Infanterie-Regiment, Krieger der Snoqualmie und Milizen aus Oregon teil. Auf indianischer Seite kämpften Krieger der Yakama, der Walla Walla, der Umatilla, der Nisqually und der Cayuse.

## Hintergrund
Die zwischen den Vereinigten Staaten und verschiedenen Indianerstämmen im Washington Territory abgeschlossenen Verträge mündeten in einer widerstrebenden Anerkennung der Hoheit der US-Regierung über eine gewaltige Fläche durch die Stämme. Diese erhielten im Gegenzug für diese Anerkennung auf Dauer die Hälfte der Fischereirechte im Territorium, Geld- und Nahrungsmittelzuwendungen und für sie reservierte Ländereien, auf denen weiße Siedlungen verboten sein würden.
Während Gouverneur Isaac Stevens die Unverletzlichkeit des indianischen Territoriums nach dem Beitritt der Stämme zu den Verträgen garantierte, fehlte ihm die rechtliche Autorität, die ausstehende Ratifizierung im US-Senat voranzutreiben. Inzwischen führte ein der breiten Öffentlichkeit bekannt gemachter Goldfund im Yakama-Territorium zu einem ungeregelten Zustrom von Prospektoren, die unkontrolliert quer durch die neu definierten Indianerterritorien reisten und von den indianischen Führern mit wachsender Fassungslosigkeit beobachtet wurden. 1855 wurden zwei dieser Proseptoren von Qualchin, einem Neffen von Chief Kamiakin getötet, nachdem ihre Vergewaltigung einer Indianerin entdeckt worden war.

## Ausbruch von Feindseligkeiten

### Tod von Andrew Bolon

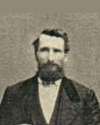
Der Mord am BIA-Agenten Andrew Bolon wird als unmittelbarer Auslöser des Krieges angesehen

Am 20. September 1855 reiste der Agent des Bureau of Indian Affairs Andrew Bolon zu Pferd ab, um nach Kenntnis des Todes der Prospektoren durch die Hände Qualchins den Schauplatz zu untersuchen. Er wurde jedoch vom Yakama-Chief Shumaway abgefangen, der ihn warnte, Qualchin zu begegnen sei zu gefährlich. Shumaways Warnung beachtend kehrte Bolon um und trat den Heimweg an. Auf diesem Heimweg begegnete er einer Gruppe Yakama, die südwärts ritten und schloss sich ihnen an. Einer aus der Gruppe war Mosheel, Shumaways Sohn. Mosheel entschied sich aus nicht vollständig bekannten Gründen, Bolon zu töten. Obwohl eine Reihe der mitreisenden Yakama protestierte, wurden ihre Widersprüche von Mosheel, der seinen Status ins Feld führte, überstimmt. Diskussionen über Bolons Schicksal fanden den ganzen Tag über statt. Bolon, der kein Yakama sprach, bemerkte nichts von dem unter seinen Mitreisenden aufkommenden Komplott. Während einer Rast, als Bolon und die Yakama einen Lunch einnahmen, stürzten sich Mosheel und mindestens drei weitere Yakama mit Messern auf Bolon. Dieser schrie in einem Chinook-Dialekt „Ich kam nicht, um euch zu bekämpfen!“, bevor ihm die Kehle durchgeschnitten wurde. Bolons Pferd wurde daraufhin erschossen, seine Leiche und seine persönlichen Sachen verbrannt.

### Schlacht am Toppenish Creek
Als Shumaway von Bolons Tod hörte, sandte er umgehend einen Botschafter in die Garnison der U.S. Army in Fort Dalles, bevor er die Ergreifung seines Sohnes Mosheel befahl, den er an die örtlichen Behörden ausliefern wollte, um der von ihm befürchteten Vergeltung durch die Amerikaner zuvorzukommen. Ein Rat der Yakama überstimmte den Häuptling jedoch und ergriff Partei für Shumaways älteren Bruder Kamiakin, der zur Kriegsvorbereitung aufrief. Inzwischen empfing der District Commander Gabriel Rains Shumaways Botschafter und ordnete als Reaktion auf Bolons Tod die Aussendung einer Expeditionsabteilung aus Fort Dalles unter Major Granville O. Haller an. Hallers Streitmacht wurde an der Grenze des Yakama-Territoriums von Kriegern empfangen und zurückgedrängt. Als Haller sich zurückzog, wurde seine Gruppe von den Yakama angegriffen und in der „Schlacht am Toppenish Creek“ in die Flucht geschlagen.

## Ausbreitung des Krieges
Der Tod von Bolon und die Niederlage der US-Truppen am Toppenish Creek verursachten im ganzen Territorium Panik und schürten Ängste, dass ein Indianeraufstand bevorstehe. Dieselben Neuigkeiten jedoch ermutigten die Yakama, und ungebundene Stämme versammelten sich um Kamiakin.
Rains, der nur 350 Soldaten des Bundes unter seinem unmittelbaren Kommando hatte, ersuchte dringend den Amtierenden Gouverneur Charles Mason (Isaac Stevens befand sich noch auf der Rückreise aus Washington, D.C., wohin er gereist war, um dem Senat die Verträge zur Ratifizierung vorzulegen) um militärische Hilfe. Er schrieb, dass:2
„… alle verfügbaren Kräfte im District gleichzeitig das Feld übernehmen müssen. Ich habe die Ehre, Sie um die Aufstellung zweier Kompanien von Freiwilligen zu ersuchen, um zum frühestmöglichen Zeitpunkt das Feld zu übernehmen. Die Zusammensetzung dieser Kompanien sollte wie folgt sein: ein Captain, ein First Lieutenant und ein Second Lieutenant, zwei Musiker, vier Sergeants, vier Corporals und vierundsiebzig Soldaten. Die größten Anstrengungen sollten unternommen werden, um diese Kompanien gleichzeitig aufzustellen und auszurüsten.“
Inzwischen mobilisierte der Gouverneur von Oregon, George Law Curry, ein Kavallerie-Regiment von 800 Mann, eine Abordnung, die im Washington Territory Anfang November eintraf.:189–191 Mit mittlerweile 700 Militärs unter seinem Kommando war Rains auf einen Marsch gegen Kamiakin vorbereitet, welcher sein Lager mit 300 Kriegern bei Union Gap aufgeschlagen hatte.

### Angriff auf die Siedlungen am White River

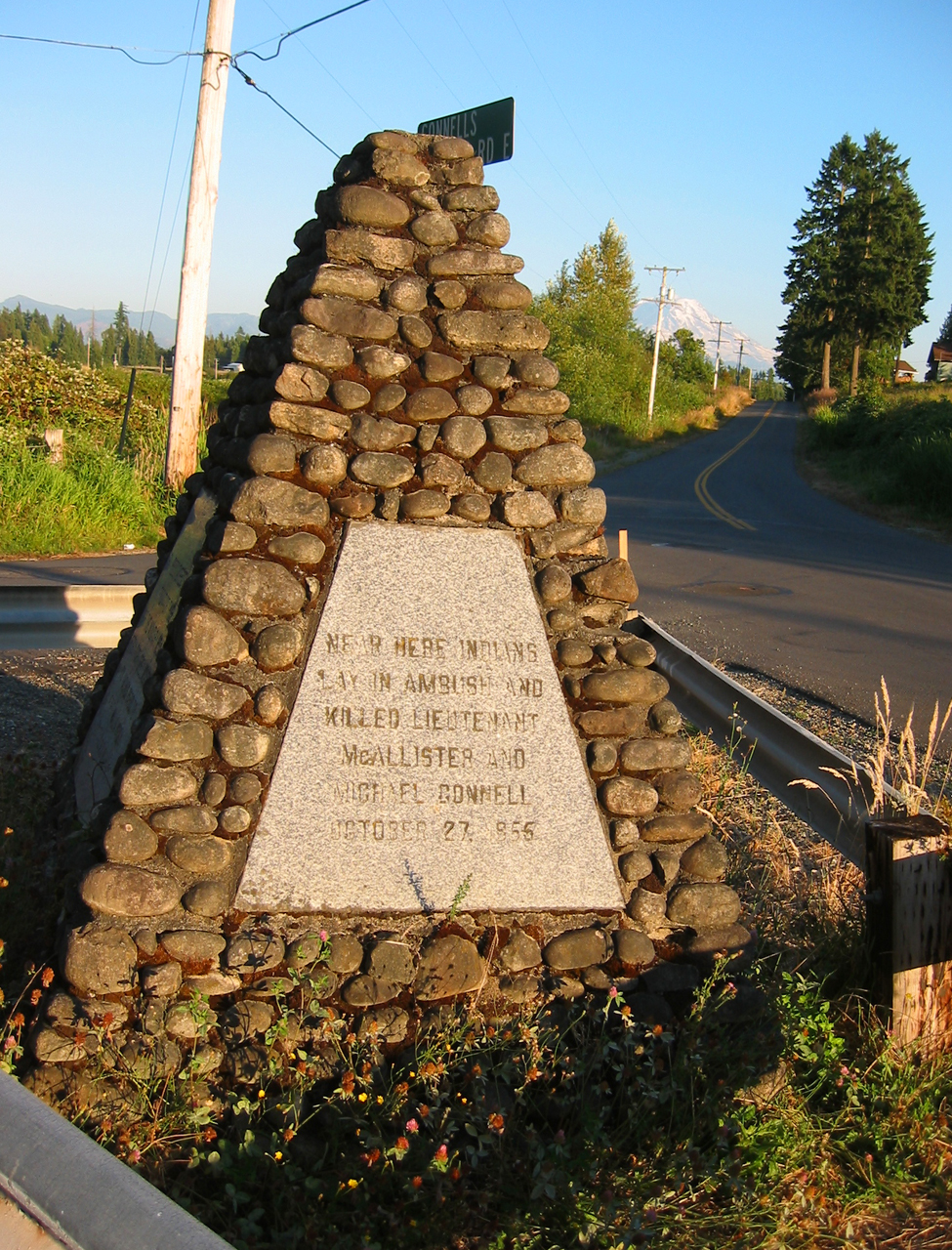
Denkmal am Ort des Überfalls auf McAllister und Connell (Foto von 2005)

Als Rains seine Truppen im Pierce County musterte, suchte Chief Leschi, ein Nisqually-Häuptling und halber Yakama, eine Allianz unter den Stämmen am Puget Sound zu schmieden, um den Krieg vor die Haustüren der Territorialregierung zu tragen. Er begann mit nur 31 Kriegern unter seiner Führung, doch er zog mehr als 150 Muckleshoot, Puyallup und Klickitat an, obwohl andere Stämme Leschis Angebot zurückwiesen. In Reaktion auf die Nachrichten von Leschis wachsender Armee wurde eine Freiwilligentruppe aus 18 Dragonern, auch als Eaton’s Rangers bekannt, ausgesandt, um den Nisqually-Häuptling gefangenzunehmen.
Am 27. Oktober wurden der Ranger James McAllister und der Farmer Michael Connell von Leschis Männern überfallen und getötet, als sie ein Gebiet am White River erkundeten. Der Rest von Eaton’s Rangers wurde in einer verlassenen Hütte belagert, wo sie für die nächsten vier Tage verbleiben sollten, bevor ihnen die Flucht gelang. Am nächsten Morgen griffen Krieger der Muckleshoot und Klickitat drei Siedlerhütten am White River an und töteten neun Männer und Frauen. Viele Siedler hatten das Gebiet in Erwartung des Überfalls verlassen, nachdem sie von Chief Kitsap von den neutralen Suquamish vor der Gefahr gewarnt worden waren. Details des Angriffs auf die Siedlungen am White River wurden von John King berichtet, einem der vier Überlebenden, der zu der Zeit sieben Jahre alt war und – zusammen mit zwei jüngeren Geschwistern – von den Angreifern freigelassen und nach Westen geschickt worden war. Die King-Kinder kamen schließlich zu einem Indianer, den sie als Tom kannten.:289–303
„Ich erzählte ihm von dem Massaker. Er sagte, er hätte etwas in der Art befürchtet, als er das Feuer aus dieser Richtung hörte. Er sagte mir, ich solle die Kleinen nehmen und zu seinem Wigwam gehen und fügte hinzu ‚wenn der Mond am Himmel stände‘ würde er uns in seinem Kanu nach Seattle bringen. Seine Squaw war so gut und freundlich sie konnte und tat alles in ihrer Macht stehende, um es uns angenehm zu machen, aber die Kleinen waren sehr scheu. Sie holte getrockneten Fisch und Heidelbeeren für unser Mahl, aber nichts, was sie tun konnte, konnte die Kleinen bewegen, zu ihr zu gehen. Unser Hunger war so groß, dass die verschiedenen und durchdringenden Gerüche von dem Essen, das sie uns brachte, keine Schranke für unseren Genuss war, soweit ich mich erinnere.“
Leschi sollte später sein Bedauern über den Angriff auf die Siedlungen am White River ausdrücken, und Berichte der Nisqually bestätigten nach dem Krieg, dass der Häuptling seine Befehlshaber, die die Überfälle organisiert hatten, wegen der Angriffe getadelt hätte.

### Die Schlacht am White River

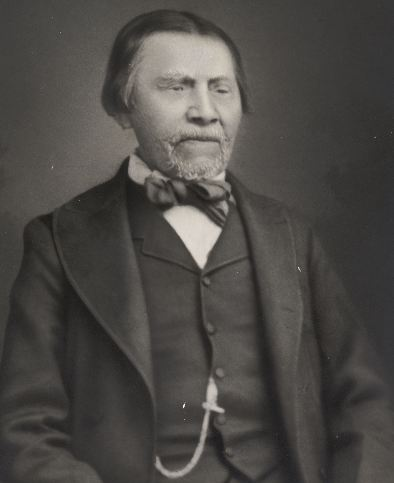
Tyee Dick, hier eine spätere Aufnahme, war einer von Leschis Kämpfern in der Schlacht am White River. Nach dem Krieg sollte er zum Häuptling der Puyallup aufsteigen.

Der Army Captain Maurice Maloney, Kommandeur einer auf 243 verstärkten Kompanie, wurde zuvor nach Osten gesandt, um den Naches Pass zu überqueren und das Yakama-Territorium von hinten zu erreichen. Er fand den Pass von Schnee blockiert und begann in den dem Angriff am White River folgenden Tagen nach Westen zurückzukehren. Am 2. November 1855 wurden Leschis Männer von Maloneys Vorhut entdeckt und zogen sich auf das rechte Ufer des White River zurück.
Am 3. November beorderte Maloney eine Einheit von 100 Männern unter Lt. William Slaughter über den White River, um Leschis Krieger anzugreifen. Versuche, den Fluss an einer Furt zu queren, wurden durch die indianischen Scharfschützen vereitelt. Ein amerikanischer Soldat wurde im Kreuzfeuer getötet. Berichte über die indianischen Verluste schwanken zwischen einem (nach dem Krieg von dem Puyallup Tyee Dick berichtet) und 30 (in Slaughters offiziellem Bericht beansprucht), obwohl die kleinere Zahl glaubhafter erscheint. (Ein Veteran der Schlacht, Daniel Mounts, sollte später zum Indianeragenten für die Nisqually ernannt werden und hörte von Tyee Dicks Opferzahlen, die von den Nisqually bestätigt wurden.) Um vier Uhr, als es zu dunkel für die Flussquerung geworden war, zogen sich Leschis Männer in ihr Lager, drei Meilen (ca. 5 km) entfernt am Green River gelegen, zurück. Sie jubelten über die erfolgreiche Verhinderung der amerikanischen Flussquerung. (Tyee Dick sollte die Schlacht später als hi-ue he-he, hi-ue he-he – „einen Riesenspaß“ – beschreiben.)
Am nächsten Morgen setzte Maloney mit 150 Männern über den White River und versuchte, Leschi in seinem Lager am Green River anzugreifen, aber das schlechte Gelände machte den Angriff unmöglich, den er unverzüglich abblies. Ein weiteres Geplänkel am 5. November endete mit fünf amerikanischen Verlusten, aber ohne tote Indianer. Unfähig, irgendeinen Fortschritt zu erzielen, begann Maloney seinen Rückzug aus dem Gebiet am 7. November und erreichte Fort Steilacoom zwei Tage später.

### Die Schlacht von Union Gap

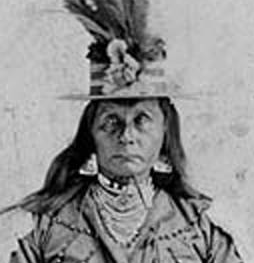
Cutmouth John, ein indianischer Scout der U.S. Army, gilt als derjenige, der den Yakama bei Union Gap den einzigen Verlust zufügte.

Einhundertfünfzig Meilen (ca. 240 km) östlich traf Rains am 9. November mit Kamiakin nahe Union Gap zusammen. Die Yakama hatten eine Barrikade mit Steinwehr zur Verteidigung errichtet, die von der amerikanischen Artillerie schnell beseitigt war. Kamiakin hatte keine Streitmacht von der Größe erwartet, die Rains angemustert hatte und einen schnellen Sieg von der Art vorausgesehen, wie er ihn am Toppenish Creek errungen hatte, so dass auch die Indianerfamilien anwesend waren. Kamiakin befahl nun den Frauen und Kindern die Flucht, während er mit seinen Kriegern die Amerikaner aufhalten wollte. Während er eine Erkundung der amerikanischen Linien führte, griffen Kamiakin und fünfzig berittene Krieger eine amerikanische Patrouille an, die die Verfolgung aufnahm. Kamiakin und seine Männer entkamen über den Yakima River; die Amerikaner waren unfähig, ihnen zu folgen und zwei Soldaten ertranken, bevor die Sache abgeblasen wurde.
An diesem Abend berief Kamiakin einen Rat ein, bei dem die Entscheidung für ein Festsetzen der Yakama in den Hügeln von Union Gap fallen sollte. Rains begann die Hügel am nächsten Morgen anzugreifen. Sein Vordringen verlangsamte sich, weil kleine Gruppen von Yakama zu einer Guerilla-Taktik übergingen, um den amerikanischen Angriff auf die Hauptmacht der Yakama zu verzögern. Um vier Uhr nachmittags führte Maj. Haller, gedeckt von einem Haubitzen-Bombardement, einen Angriff gegen die Stellung der Yakama. Kamiakins Krieger verteilten sich im Busch an der Mündung des Ahtanum Creek und die amerikanische Offensive wurde beendet.:39–51
In Kamiakins Lager wurden Pläne für einen nächtlichen Angriff auf die Amerikaner gemacht, dann aber fallen gelassen. Stattdessen setzten die Yakama ihre defensive Strategie am nächsten Tag frühmorgens fort und ermüdeten die Amerikaner derart, dass sie den Kampf schließlich abbrachen. Am letzten Tag des Kampfes erlitten die Yakama ihren einzigen Verlust, als ein Krieger durch den Indianerscout der U.S. Army, Cutmouth John, getötet wurde.
Rains setzte seinen Weg zur Saint Joseph’s Mission fort, welche verlassen war, die Missionare hatten sich im Fluge den Yakama angeschlossen. Während sie das Gelände durchsuchten, fanden Rains’ Männer ein Fass Schießpulver und kamen zu dem falschen Schluss, die Missionare hätten heimlich die Yakama bewaffnet. Ein Tumult brach unter den Soldaten aus und die Mission wurde bis auf den Grund niedergebrannt. Mit einsetzendem Schneefall ordnete Rains den Rückzug an und die Einheit kehrte nach Fort Dalles zurück.

### Das Scharmützel bei Brannan’s Prairie
Bis Ende November waren die Bundestruppen in das Gebiet des White River zurückgekehrt. Ein Detachement des 4. Infanterie-Regiments unter Lt. Slaughter, unterstützt von Milizen unter Capt. Gilmore Hays, durchsuchte das zuvor von Maloney verlassene Gebiet und griff am 25. November 1855 Nisqually- und Klickitat-Krieger bei Biting’s Prairie an, was zu mehreren Opfern, aber nicht zu einem entscheidenden Ergebnis führte. Am nächsten Tag tötete ein indianischer Scharfschütze zwei von Slaughters Männern. Am 3. Dezember schließlich, als Slaughter und seine Männer bei Brannan’s Prairie lagerten, wurde die Einheit beschossen und Slaughter getötet. Die Neuigkeiten von Slaughters Tod demoralisierten die Siedler in den wichtigsten Städten enorm. Slaughter und seine Frau waren ein unter den Siedlern beliebtes junges Paar und es wurde ein Tag Staatstrauer angeordnet.

### Konflikt im Kommando

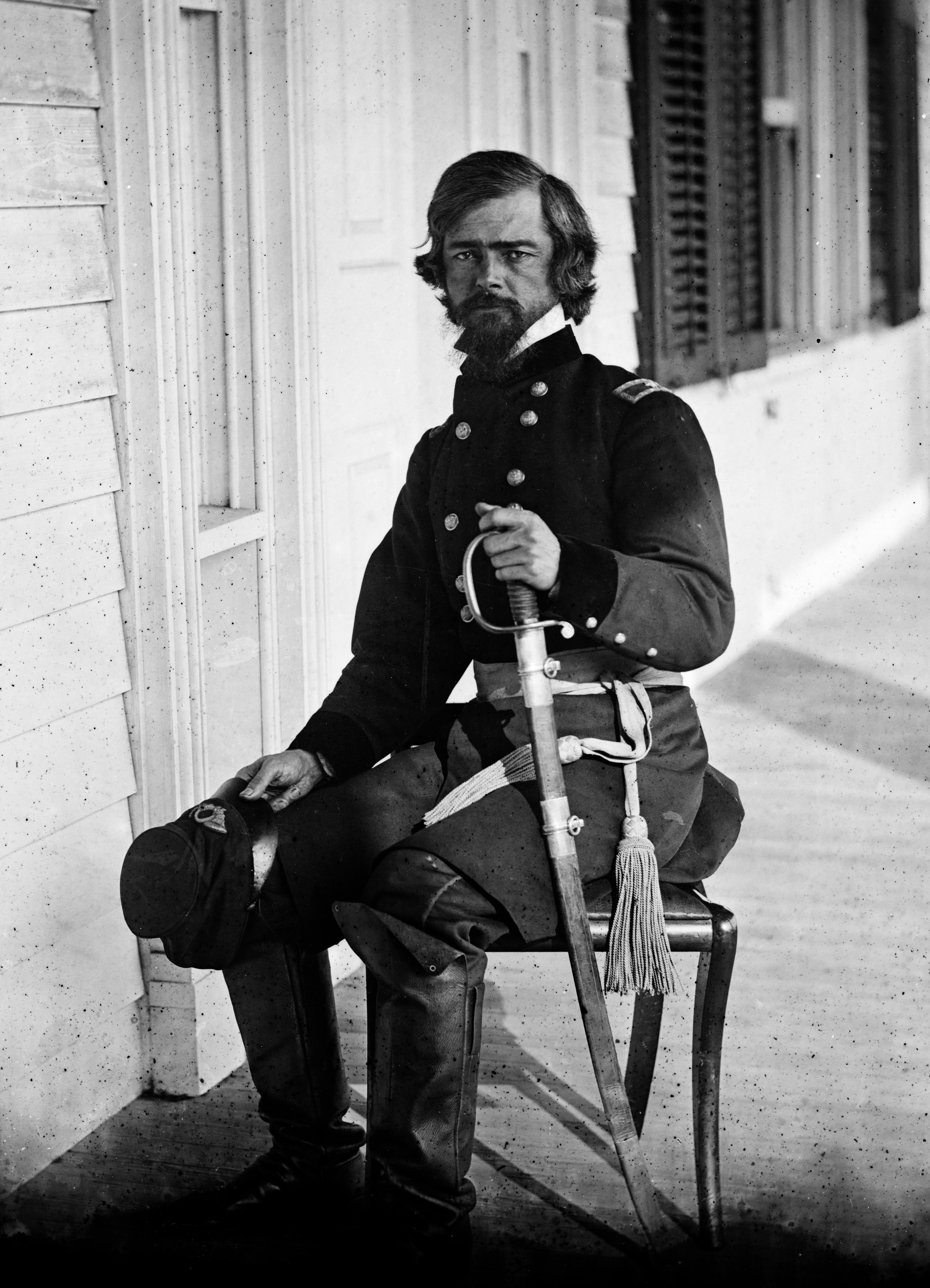
Der Gouverneur von Washington, Isaac Stevens, wurde durch den Gouverneur von Oregon, John Curry, durch die Abberufung von General Wool unterstützt (Aufnahme von 1862).

Ende November 1855 erreichte General John E. Wool aus Kalifornien kommend die Region und wurde mit der Kontrolle der US-Seite in dem Konflikt beauftragt; er nahm sein Hauptquartier in Fort Vancouver. Wool war weithin als aufgeblasen und arrogant bekannt und wurde von einigen stark dafür kritisiert, einen Großteil der Konflikte zwischen Indianern und Weißen den Weißen anzulasten. Nach Beurteilung der Situation in Washington entschied er, dass Rains’ Versuch, die Bands der Yakama durch das gesamte Territorium zu verfolgen, notwendigerweise zu einer Niederlage führen würde. Wool plante, einen Stellungskrieg zu wagen, indem territoriale Milizen die Haupt-Siedlungen verstärken sollten, während die besser ausgebildete und ausgerüstete U.S. Army in die traditionellen Jagd- und Fischereigebiete der Eingeborenen eindringen sollte, um so die Yakama durch Aushungern zur Aufgabe zu zwingen.
Zu Wools Leidwesen entschied der Gouverneur von Oregon, Curry, jedoch für eine präventive und weitestgehend unprovozierte Attacke gegen die östlichen Stämme der Walla Walla, Palouse, Umatilla und Cayuse, die bis zu diesem Punkt vorsichtig neutral in dem Konflikt geblieben waren. (Curry glaubte, es sei nur eine Frage der Zeit, bevor die östlichen Stämme in den Krieg eintraten und suchte strategische Vorteile durch den Erstschlag zu sammeln.) Milizen aus Oregon unter Lt. Col. James Kelley drangen im Dezember in das Walla Walla Valley ein, führten einige Scharmützel mit den dort ansässigen Stämmen und nahmen schließlich Peopeomoxmox und mehrere andere Häuptlinge gefangen. Die östlichen Stämme waren nun tief in den Konflikt hineingezogen, eine Lage, die Wool voll und ganz Curry anlastete. In einem Brief an einen Freund kommentierte Wool:
„Aber wegen der … barbarischen Gesinnung der Oregonians, die Indianer auszurotten, würde ich den Indianerkrieg baldmöglichst beenden. Es sind die schockierenden Barbareien, die uns mehr Ärger machen als irgendetwas anderes; sie schüren permanent die Feindseligkeiten.“
Inzwischen war Gouverneur Isaac Stevens am 20. Dezember nach einer lebensgefährlichen Reise ins Territorium zurückgekehrt, die auch eine Querung des feindlichen Walla Walla Valley umfasste. Unzufrieden mit Wools Plan, bis zum Frühjahr zu warten, bevor die militärischen Operationen wieder aufgenommen werden sollten und aus dem Angriff auf die Siedlungen am White River gelernt zu haben, versammelte Stevens die Legislative von Washington und erklärte: „Der Kampf soll bestraft werden, bis der letzte feindliche Indianer ausgerottet ist.“:167 Stevens war außerdem über das Fehlen einer militärischen Eskorte für ihn während der gefährlichen Querung des Walla Walla verstört und ging dazu über, Wool für „die kriminelle Missachtung meiner Sicherheit“ zu denunzieren. Der Gouverneur von Oregon, Curry, sprang seinem Counterpart in Washington bei und forderte Wools Entlassung. (Die Sache spitzte sich im Herbst 1856 zu und Wool wurde durch die Army zu einem Kommando der Ost-Abteilung abgeordnet.)

## 1856

### Schlacht von Seattle

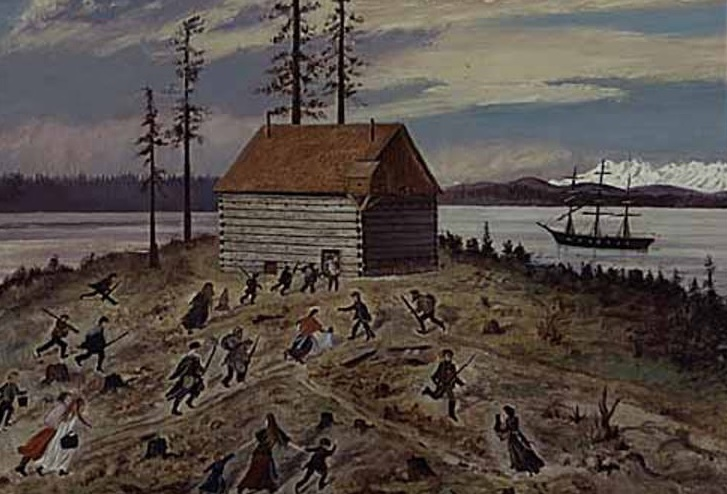
Seattleites werden in das Blockhaus der Stadt evakuiert, als die USS Decatur das Feuer auf die angreifenden Indianer eröffnet.

Ende Januar 1856 erreichte Stevens an Bord der USCS Active Seattle, um den Einwohnern der Stadt Mut zu machen. Stevens erklärte zuversichtlich, dass „ich glaube, dass New York und San Francisco bald ebenso von Indianern angegriffen werden wie Seattle“. Als Stevens sprach, war jedenfalls eine 6.000-Mann-Armee der vereinigten Stämme auf dem Weg zu der ahnungslosen Siedlung. Als das Schiff des Gouverneurs aus dem Hafen abfuhr, um Stevens nach Olympia zurückzubringen, begannen Angehörige der neutralen Stämme am Puget Sound nach Seattle zu strömen, um Schutz vor einer riesigen Streitmacht der Yakama zu suchen, die soeben den Lake Washington überquert hatten. Das Ereignis wurde von Princess Angeline bestätigt, die Neuigkeiten von ihrem Vater, Chief Seattle überbrachte, dass ein Angriff unmittelbar bevorstehe. Doc Maynard begann mit der Evakuierung der Frauen und Kinder der neutralen Duwamish per Schiff an die Westseite des Puget Sound, während eine Gruppe von freiwilligen Bürgern, geführt von einer Einheit der Marines der in der Nähe ankernden USS Decatur, den Bau eines Blockhaues in Angriff nahmen.
Am Abend des 24. Januar 1856 erreichten zwei Scouts der sich konzentrierenden Indianer-Einheiten, verkleidet die Wachen der Amerikaner passierend, das geschützte Seattle auf einer Erkundungsmission (einige halten Leschi selbst für einen der Scouts).:21–26
Unmittelbar nach Sonnenaufgang am 25. Januar entdeckten die amerikanischen Wachen eine riesige Gruppe Indianer, die im Schutz der Bäume die Siedlung erreichten. Die USS Decatur begann mit dem Beschuss der Wälder und trieb die Leute zur Evakuierung in das Blockhaus. Die Streitkräfte der Indianer – nach einigen Berichten aus Yakama, Walla Walla, Klickitat und Puyallup zusammengesetzt – erwiderten das Feuer mit Handfeuerwaffen und begannen einen schnellen Angriff auf die Siedlung. Mit dem unerbittlichen Feuer der Kanonen der Decatur konfrontiert wurden die Angreifer jedoch gezwungen, sich zurückzuziehen und neu zu formieren; danach wurde ein Beschluss gefasst, den Angriff aufzugeben. Zwei Amerikaner wurden im Kampf getötet und 28 Indianer verloren ihr Leben.

### Aktionen der Snoqualmie

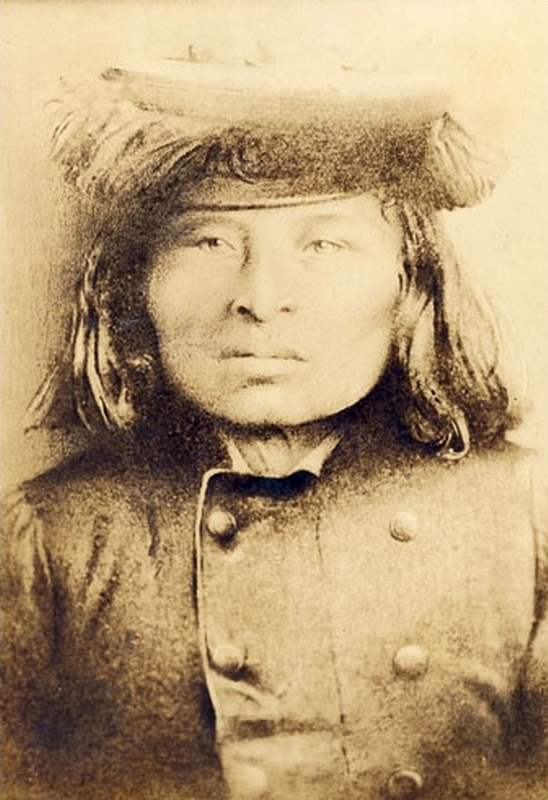
Der Snoqualmie-Häuptling Patkanim führte einen Angriff auf das Lager von Leschi im Winter 1856, doch der flüchtende Nisqually-Häuptling entging der Gefangenschaft.

Um die Pässe über die Kaskadenkette zu blockieren und weitere Bewegungen der Yakama gegen West-Washington zu verhindern, wurde im Februar 1856 eine kleine Schanze am Snoqualmie Pass errichtet. Diese (Fort Tilton genannt) ging im März 1856 in Betrieb und bestand aus einem Blockhaus und mehreren Lagerhäusern. Das Fort wurde mit einem kleinen Kontingent Freiwilliger bemannt, die durch eine 100-Mann-Einheit von Snoqualmie-Kriegern verstärkt wurde; diese erfüllten ein im vorangegangenen November geschlossenes Abkommen des mächtigen Snoqualmie-Häuptlings Patkanim mit der Regierung.
Mittlerweile hatte Leschi die gegen seine Streitmacht geführte vorangegangene Attacke der Amerikaner am White River erfolgreich abgewehrt und sah sich einer dritten Angriffswelle ausgesetzt. Während der Bau von Fort Tilton voranschritt, setzte sich Patkanim – in den Rang eines Captain der Freiwilligen aufgestiegen – an die Spitze einer Einheit von 55 Snoqualmie- und Snohomish-Kriegern, um Leschi gefangenzunehmen. Ihre Mission wurde durch eine Schlagzeile im Pioneer and Democrat aus Olympia triumphal in Szene gesetzt: „Pat Kanim im Einsatz!“
Patkanim verfolgte Leschi bis an sein Lager am White River, aber ein geplanter nächtlicher Überfall wurde nach dem Gebell eines Wachhundes abgebrochen. Stattdessen versuchte Patkanim, der sich in Rufweite von Leschis Lager befand, diesen mit den Worten „Ich werde deinen Kopf bekommen“ einzuschüchtern. Früh am nächsten Morgen begann Patkanim mit seinem Angriff; der blutige Kampf dauerte nach den Berichten zehn Stunden und endete nur deshalb, weil die Snoqualmie keine Munition mehr hatten. Edmond Meany, Geschichtsprofessor an der University of Washington, sollte später schreiben, dass Patkanim mit „grausamen Beweisen seines Schlachtens in Form der Köpfe getöteter feindlicher Indianer“ zurückkehrte. Leschis jedoch war nicht darunter.

### Kriegsrecht

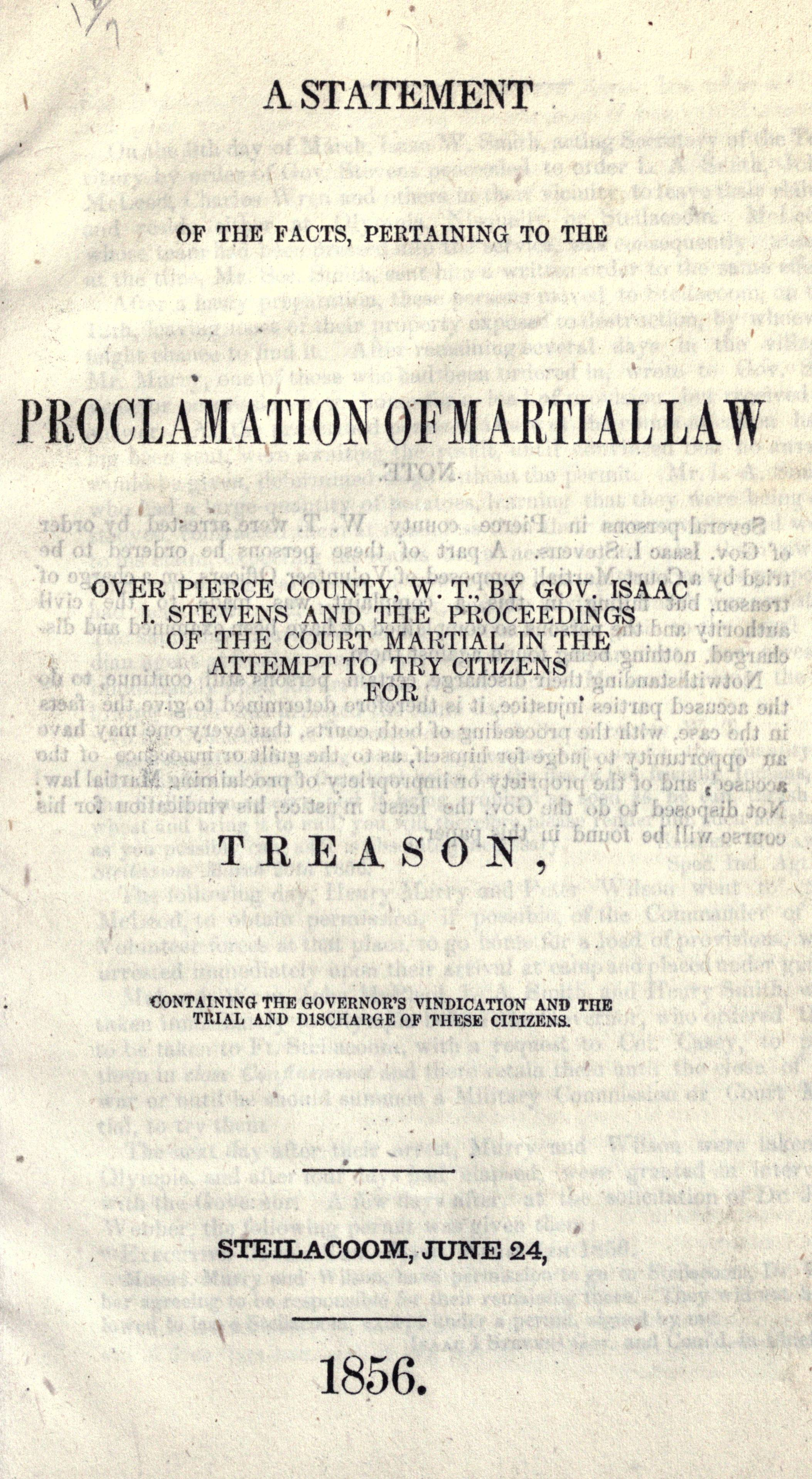
Kriegsrechtsausrufung im Pierce County

Bis zum Frühjahr 1856 begann Stevens, die Siedler im Pierce County, die in die lokalen Stämme eingeheiratet hatten, zu verdächtigen, heimlich mit den mit ihnen verschwägerten Indianern gegen die territoriale Regierung zu konspirieren.:177–178 Stevens’ Misstrauen gegen die Siedler im Pierce County könnte durch das starke Sentiment der Whig Party im County und die Opposition zur Politik der Demokraten befördert worden sein. Stevens ordnete an, die verdächtigen Farmer in Arrest zu nehmen und im Camp Montgomery festzuhalten. Als Richter Edward Lander ihre Freilassung anordnete, rief Stevens in den Countys Pierce und Thurston das Kriegsrecht aus. Am 12. Mai legte Lander gegen Stevens Ordnungsmittel ein. US-Marshals wurden nach Olympia geschickt, um den Gouverneur gefangenzunehmen, doch sie wurden aus der Hauptstadt vertrieben und Stevens ordnete die Verhaftung von Richter Lander durch Milizen an.
Aus der Verhaftung von Lander lernend verließ Francis A. Chenoweth, der Vorsitzende des territorialen Obersten Gerichts, Whidbey Island, wo er sich von einer Krankheit erholte, und reiste per Kanu ins Pierce County. In Steilacoom angekommen, rief Chenoweth den Gerichtshof zusammen und bereitete seinerseits durch eine Haftprüfung die Freilassung der Siedler vor. Nach Kenntnis der Ankunft von Chenoweth im Pierce County entsandte Stevens eine Kompanie Milizen, um den Obersten Richter zu stoppen, doch die Truppen wurden durch den Pierce County Sheriff abgefangen, den Chenoweth angewiesen hatte, eine Mobilmachung zur Verteidigung des Gerichts auszurufen. Die Pattsituation wurde schließlich aufgelöst, nachdem Stevens eingewilligt hatte, nachzugeben und die Farmer freizulassen.
Stevens begnadigte sich selbst schließlich wegen des Verstoßes, doch der Senat der Vereinigten Staaten rief wegen des Vorfalls zu seiner Abberufung auf, und er wurde durch den Außenminister der Vereinigten Staaten gerügt, der ihm schrieb, dass „… Ihr Verhalten deshalb in dieser Hinsicht nicht dem positiven Ansehen des Präsidenten förderlich ist“.

### Cascades Massacre
Das Cascades Massacre (dt. „Kaskaden-Massaker“) am 26. März 1856 wurde nach dem Angriff einer Stammeskoalition gegen weiße Soldaten und Siedler an den Cascades Rapids benannt. Amerikanische Offiziere hatten gelernt, die Indianer auszuhungern und ihre wirtschaftliche Basis zu schädigen, indem sie diesen lebenswichtigen Fischfangplatz kontrollierten. Die indianischen Angreifer vereinten Krieger der Yakama, der Klickitat und der Kaskaden-Stämme (heute als Angehörige der Wasco-Wishram – Kaskaden-Indianer/ Watlala oder Hood River Wasco – identifiziert). Vierzehn Siedler und drei US-Soldaten starben bei dem Angriff, die größten Verluste an US-Bürgern während des Yakima-Krieges. Die Vereinigten Staaten entsandten am darauf folgenden Tag Truppen zur Verstärkung, um weitere Angriffe abwehren zu können. Die Yakama flohen, doch neun Kaskaden-Indianer fielen kampflos in die Hände der Weißen, darunter Chenoweth, Häuptling der Hood River Band; sie wurden umgehend gefangen genommen und wegen Hochverrats exekutiert.

### Der Puget-Sound-Krieg
Die U.S. Army traf im Sommer 1856 in der Region ein. Im August jenes Jahres überwachte Robert Selden Garnett den Aufbau von Fort Simcoe zum Militärposten. Ursprünglich war der Konflikt auf die Yakama beschränkt, doch auch die Walla Walla und die Cayuse wurden schließlich in den Krieg hineingezogen und führten eine Reihe von Angriffen und Schlachten gegen die US-amerikanischen Eindringlinge. Den vielleicht bekanntesten dieser Angriffe stellte die Schlacht von Seattle dar, in welcher eine unbekannte Zahl von Angreifern Siedler, Marines und die U.S. Navy vor ihrem Rückzug attackierte.

### Coeur-d’Alene-Krieg
Als letzte Phase des Konflikts, gelegentlich als Coeur-d’Alene-Krieg bezeichnet, wird das Jahr 1858 angesehen. General Newman S. Clarke kommandierte das Department of the Pacific und entsandte Einheiten unter Colonel George Wright, um in die aktuellen Kämpfe einzugreifen. In der Schlacht von Four Lakes nahe Spokane im September 1858 fügte Wright den Eingeborenen eine entscheidende Niederlage zu. Er berief einen Rat aller Indianer der Region am Latah Creek (südwestlich von Spokane) ein. Am 23. September zwang er diesem Rat einen Friedensvertrag auf, der die meisten Stämme in die Reservation trieb.

## Auswirkungen
Als der Krieg zu Ende ging, floh Chief Kamiakin nordwärts nach British Columbia. Leschi wurde zweimal von der Territorial-Regierung wegen Mordes angeklagt (der erste Versuch endete in einem juristischen Patt); bei der zweiten Anklage, die in seiner Hinrichtung außerhalb von Fort Steilacoom endete, hatte die U.S. Army seine Exekution aufgrund seines Status als Kombattant verweigert. (In einem vom Bundesstaat Washington einberufenen Revisionsprozess 2004 wurde der Haltung der U.S. Army nachgegeben und Leschi posthum vom Vorwurf des Mordes freigesprochen.)
Die indianischen Scouts der U.S. Army verfolgten und verhafteten Andrew Bolons Mörder, die schließlich gehängt wurden.
Die Snoqualmie-Krieger wurden ausgesandt, um die verbliebenen Einheiten der Aufständischen niederzuringen; die Territorial-Regierung stimmte der Prämienzahlung für Skalpe zu – diese Praxis wurde jedoch schnell durch einen Gutachter der Regierung beendet, nachdem Zweifel darüber aufgekommen waren, ob die Snoqualmie statt der verbliebenen Feinde nicht ihre eigenen Sklaven getötet hätten.
Das Volk der Yakama wurde in eine Reservation südlich der heutigen Stadt Yakima gezwungen.